# أورورا (أونتاريو)
أورورا، أونتاريو (بالإنجليزية: Aurora)‏ هي مدينة كندية تقع في مقاطعة أونتاريو. تبلغ مساحة هذه المدينة 49.6192 (كم²)، ويبلغ عدد سكانها 55445 نسمة حسب إحصاء سنة 2016 م، بينما كان يسكنها 40167 نسمة في سنة 2001 م. تحتل هذه المدينة المرتبة رقم 97 بين مدن كندا حسب عدد السكان والمرتبة رقم 42 في المقاطعة. نما عدد السكان في هذه المدينة بنسبة (18.6) بين العامين المذكورين.

## أعلام
- دان باتريك
- كيث رايت
- مانفريد وولف
- جيمس بيرسون ولز
- كريستين هورن
- أرت دونكان
- تيدي سوندرز
- هاب هولمز

## وصلات خارجية
- الأطلس الحكومي لكندا
- إحصاءات كندا مع ساعة تعداد السكان